# Henri Frans de Ziel
Henri Frans de Ziel, pseudonymem Trefossa (15. ledna 1916, Paramaribo - 3. února 1975, Haarlem) byl surinamský básník, píšící nizozemsky a v jazyce Sranan Tongo (je pokládán za nejvýznamnějšího a nejvlivnějšího básníka píšícího tímto kreolským jazykem). Jeho nejslavnějším literárním dílem je sranantonžská sloka surinamské hymny. Pracoval jako učitel, v letech 1953-1956 žil v Nizozemí. Po návratu do Surinamu pracoval jako novinář a knihovník, brzy se ale do Nizozemí vrátil. Jeho velmi vlivné básnické dílo popisuje především přírodní krásy Surinamu jako zdroj míru pro neklidnou duši. V roce 2005 byl na jeho počest v Paramaribu postaven pomník, v němž je umístěn popel jeho a jeho ženy.